# 大貫裕子
大貫 裕子（おおぬき ひろこ）は、クラシック音楽の声楽家（ソプラノ）。藤原歌劇団団員、日本オペラ振興会会員、東京室内歌劇場会員。

## 経歴
栃木県鹿沼市出身。宇都宮短期大学附属高等学校音楽科卒業。東京芸術大学卒業。アルド・ブロッティ（バリトン）の誘いでウイーン市立音楽院に3年間留学。留学中に、ベルギーBRT放送局の招聘を受け、アントワープ歌劇場でオペラデビューを果たす。有明教育芸術短期大学芸術教養学科教授（学科長）、世界芸術文化振興協会監事。とちぎ未来大使、かぬまふるさと大使。

## 受賞
- 第6回ニコ・ドスタル国際オペレッタコンクール（オーストリアにて開催）第3位。
- 第1回コンセール・マロニエ21声楽第一位（奨励賞）、1996年[4][5]。

## 主な出演
- オペラ「リゴレッタ」ジルダ役、「仮面舞踏会」オスカル役、「愛の妙薬」アディーナ役、「椿姫」ヴィオレッタ役。（ルーマニア国立ヤシ歌劇場）
- オペラ「夕鶴」（日本オペラ振興会）出演多数。
- オペラ「カルメン」（日生劇場）ミカエラ役。
- オペラ「カルメル派修道女の対話」コンスタンス修道女役（藤原歌劇団）[6]。
- 2014年10月6日、「秋に燃ゆる国民のコンサート！」（新国立劇場）出演[7]

## メディア

### テレビ出演
- 「IFACオペラ 元禄のトラヴィアータ」（TOKYO MX 2003年10月4日）
- 「雛祭りのフィガロの結婚」（TOKYO MX 2005年10月30日）
- 「IFACオペラ リゴレット イン ジャパン」（TOKYO MX 2006年10月21日）
- 「第九回東京大薪能 ～能との出会い・ソプラノ大貫裕子～」（TOKYO MX　2006年12月23日）
- 「オペラ 大江戸版好色男のファルスタッフ」（TOKYO MX 2008年11月16日）
- 「オペラ ゼウスの化身 ドン・ジョヴァンニ」（TOKYO MX 2009年11月3日）

### DVD
- オペラ『元禄のトラヴィアータ』浮浪羅（フローラ）役 (2006/7)
- オペラ『元禄のトラヴィアータ』（ドキュメンタリー）(2007/7)
- オペラ『雛祭りのフィガロの結婚』スザンナ（寿山奈）役 (2006/1)
- オペラ『雛祭りのフィガロの結婚』（ドキュメンタリー）(2007/7)
- オペラ『リゴレット in ジャパン』慈流多（ジルダ）役 (2006/12)
- オペラ『リゴレット in ジャパン』（ドキュメンタリー）(2007/7)
- オペラ『大江戸版 好色男のファルスタッフ』有智恵（フォード夫人　アリーチェ）役（2009/6)
- オペラ「ゼウスの化身 怪人ドン・ジョヴァンニ」智恵入名（ツェルリーナ）役（2010/3）

### CD
- 『魅惑のオペラ歌手・大貫裕子 ～ヴァイオリン、お前の響きにのせて～』2007年
- 『癒しのオペラティック ホームコンサート』2012年
- 『大貫裕子ソプラノリサイタル』2014年